# ディフェンス (戦列艦・初代)
|          | |
| 艦歴     | |
| 発注:    | 1758年12月13日 |
| 建造:    | プリマス工廠 |
| 起工:    | 1759年5月14日 |
| 進水:    | 1763年3月31日 |
| その後:  | 1811年難破 |
| 性能諸元 | |
| クラス:  | ベローナ級戦列艦 |
| 全長:    | 砲列甲板：168ft (51m) 竜骨：138ft (42m)                                                                                      |
| 全幅:    | 46ft 9in (14.2m) |
| 喫水:    | 19ft 9in (6.0m) |
| 機関:    | 帆走（3本マストシップ） |
| 乗員:    | 650名 |
| 兵装:    | 74門： 上砲列：18ポンド（8kg）砲28門 下砲列：32ポンド（15kg）砲28門 後甲板：9ポンド（4kg）砲14門 艦首楼：9ポンド（4kg）砲4門 |

ディフェンス（HMS Defence）はトーマス・スレード設計のベローナ級74門3等戦列艦。1763年3月31日にプリマス工廠で進水した。フランス革命戦争からナポレオン戦争の時期の軍艦としては最も有名な艦の1つである。

## 艦歴
アメリカ独立戦争時、ディフェンスは海峡艦隊に所属しており、サン・ビセンテ岬の月光の海戦に参加した。1782年の初期にはリチャード・ビッカートン代将の戦隊に加わってインドに派遣されたが、その年の海戦には間に合わなかった。しかし翌年のカッダロールの海戦には参加し、1785年末に本国へ戻った。
その後、ディフェンスはフランス革命まで非役係留されていた。
ジェイムズ・ガンビアが指揮する海峡艦隊に復帰すると、デフェンスは「栄光の6月1日」海戦においてミュシュース、トゥールヴィルとの戦闘で勇名を馳せる。ディフェンスはこの海戦で全てのマストを失った2隻のイギリス艦の1隻であった。補修を終えるとディフェンスは地中海に向かい、ウィリアム・ホータム提督の艦隊でイエール諸島の海戦に参加した。
1798年、ディフェンスは地中海に戻りジョン・ペイトン艦長の指揮下でナイルの海戦に参加する。
1801年にはバルト海のハイド・パーカー提督の艦隊でコペンハーゲンの海戦に参加したが、予備戦力として温存されたため交戦はしなかった。
1805年のトラファルガーの海戦ではジョージ・ホープ艦長の下サン・イルデフォンソやベリックと交戦し、36名の死傷者を出した。
ディフェンスは1811年12月24日にデンマークのユトランド西方で座礁し、乗員は5名を除いて全員死亡した。セント・ジョージも同じ嵐で遭難している。

## 参加海戦
- サン・ビセンテ岬の月光の海戦
- カッダロールの海戦
- 栄光の6月1日
- イエール諸島の海戦
- ナイルの海戦
- コペンハーゲンの海戦
- トラファルガーの海戦
- 第2次コペンハーゲンの海戦